# Государственный академический камерный оркестр России
Государственный академический камерный оркестр России (сокращённо ГАКОР) — государственный камерный оркестр Москвы. Основан в 1956 году как Московский камерный оркестр композитором Р. Б. Баршаем. С 1983 года — Государственный камерный оркестр СССР, с 1991 года — Государственный камерный оркестр России. Современное название оркестра — с 1994 года.

## Исторический очерк
Оркестр основал в 1956 году Р. Б. Баршай и его единомышленники. Он же возглавлял его до эмиграции (1977). Позднее коллектив возглавляли И. С. Безродный (1977—1981), В. В. Третьяков (1986—1991), А. Б. Корсаков (1991), К. Г. Орбелян (1991—2010). С 2010 года главный дирижёр оркестра — А. Ю. Уткин.За более чем полувековую деятельность коллектива с оркестром выступали знаменитые музыканты: пианисты С. Рихтер, Э. Гилельс, Л. Оборин, М. Гринберг, М.Фёдорова, Э. Вирсаладзе, Д. Лилл, Н. Петров, М. Плетнёв, В. Крайнев, А. Гаврилов, К. Лифшиц, В. Виардо; скрипачи Д. Ойстрах, И. Ойстрах, И. Менухин, Л. Коган, О. Каган, В. Спиваков, Е.Смирнов, В. Третьяков; альтист Ю. Башмет; виолончелисты М. Ростропович, Б. Пергаменщиков, Н. Гутман, Г. Касадо, А. Менезис, Н. Котова; контрабасисты И. Котов, Г. Хёртнагель; арфистка О. Эрдели; певцы Н. Дорлиак, З. Долуханова, И. Архипова, Е. Нестеренко, Г. Писаренко, А. Ведерников, Н. Гедда, Э. Подлес, М. Касрашвили, Л. Казарновская, Р. Флеминг, Р. Аланья, А. Давтян, Д. Хворостовский, Г. Горчакова, В. Герелло, О. Гурякова; флейтисты Ж. П. Рампаль, П. Галуа, Дж. Голуэй, кларнетисты Е. Петров, В. Урюпин, саксофонист Ф. Мондельчи, трубач Т. Докшицер и другие крупнейшие отечественные и зарубежные солисты.
Государственный академический камерный оркестр является одним из ведущих камерных оркестров России. Его репертуар включает произведения всех эпох и стилей. Оркестром создана коллекция звукозаписей на радио и компакт-дисках — от старинных арий и музыки барокко до произведений российских и зарубежных композиторов XX века. Записи осуществлены на фирмах «Мелодия», Сhandos, Philips и др. К 50-летнему юбилею коллектива на студии Delos выпущена серия компакт-дисков, состоящая из почти 30 альбомов.

## Главные дирижёры
- 1955—1977 — Рудольф Баршай
- 1977—1981 — Игорь Безродный
- 1986—1991 — Виктор Третьяков
- 1991 — Андрей Корсаков
- 1991—2010 — Константин Орбелян
- с 2010 — Алексей Уткин

## Награды
- Благодарность Президента Российской Федерации (20 июня 2007 года) — за большой вклад в развитие музыкального искусства и достигнутые творческие успехи[1].